# Spinocalanus magnus
Spinocalanus magnus är en kräftdjursart som beskrevs av Wolfenden 1904. Spinocalanus magnus ingår i släktet Spinocalanus och familjen Spinocalanidae. Inga underarter finns listade i Catalogue of Life.